# RTM (motorfiets)
RTM is een Italiaans historisch merk van wegrace-motorfietsen.
De bedrijfsnaam was: Ringhini Torrani Motori.

Het merk werd begin jaren zeventig opgericht door de motorconstructeur Ringhini en de framespecialist Torrani met het doel om productieracers voor de lichtere wegraceklassen te bouwen. Al in het seizoen 1973 startte de Belg Oronzo Memola met weinig succes in de 125cc-klasse. In de 50cc-klasse kwamen Guido Mancini en Mario Francioni voor RTM aan de start, maar de 50cc-racers werden ingezet onder de naam "Ringhini". In het seizoen 1974 werden voor het eerst punten gescoord toen Carlo Guerrini met de 50cc-Ringhini negende werd in de GP des Nations. In de GP des Nations van 1975 herhaalde hij dit resultaat. Ringhini bleef actief in de 50cc-klasse, maar er werden in het WK geen punten meer gescoord.

## RTM 350
In 1979 besloten Ringhini en Torrani om de aanval te openen op de 350cc-klasse. Feitelijk wilden ze een viercilinder bouwen en daardoor moest het wel een 350cc-machine worden, want in de lichtere klassen waren viercilinders verboden. Bij het begin van de bouw van de RTM 350 wisten Ringhini en Torrani nog niet dat de 350cc-klasse op het punt stond afgeschaft te worden. Ze bouwden de motor echter zo dat hij zonder al te veel aanpassingen op 500 cc kon worden gebracht. Uiteindelijk werd de soep niet zo heet gegeten en bleef de 350cc-klasse tot 1982 bestaan.
De 350cc-klasse werd in 1979 volledig bezet door de Kawasaki KR350 en de Yamaha TZ 350, beiden tweecilinders. De 350cc-RTM was bedoeld voor voormalig wereldkampioen Paolo Pileri. Pileri moest echter lang wachten tot de machine racerijp werd geacht. Hij verscheen bij de TT van Assen, maar kwalificeerde zich niet voor de race. Alleen tijdens de Franse GP scoorde hij vier punten, waardoor hij als 24e in de eindrangschikking stond.
Het seizoen 1980 begon bijzonder goed. Paolo Pileri had zijn carrière beëindigd, maar na de afgelastingen van twee GP's (Venezuela en Oostenrijk) was de GP des Nations de seizoensopener en hier werd Carlo Perugini met de RTM vierde. In de Franse GP werd hij negende en hij sloot het seizoen af als elfde.
Na dit seizoen kwam de 350cc-RTM niet meer terug. Sporadisch werden - zonder succes - nog de 50cc-Ringhini's ingezet.

### Motor
De motor was een watergekoelde tweetaktmotor met roterende inlaten, opgebouwd als square four waarbij de beide cilinderblokken 60º voorover helden. Er waren vier Mikuni-carburateurs gebruikt en de ontsteking kwam van Kröber. De boring bedroeg 50 mm en de slag 44 mm.

### Transmissie
De primaire transmissie verliep via tandwielen, die de meervoudige droge plaatkoppeling aandreven. Dan volgde de voetgeschakelde zesversnellingsbak. De secundaire transmissie verliep via een ketting.

### Rijwielgedeelte
Het rijwielgedeelte was een dubbel wiegframe, opgebouwd uit chroom-molybdeenbuis met aan de voorkant een Ceriani-telescoopvork en achter een monoveersysteem. Het vertoonde veel overeenkomsten met een Bimota-frame, maar de Italianen waren tegenover de pers nogal gesloten over de maker ervan. Motor achterhaalde dat dit de Nederlander Nico Bakker was. De machine had Campagnolo-gietwielen en schijfremmen voor en achter.

## Technische gegevens
| RTM                    | 350                         |
| ---------------------- | --------------------------- |
| Periode                | 1979-1980                   |
| Categorie              | Fabrieksracer               |
| Motortype              | Tweetaktmotor               |
| Bouwwijze              | Dwarsgeplaatste square four |
| Koeling                | Water                       |
| Boring                 | 50 mm                       |
| Slag                   | 44 mm                       |
| Cilinderinhoud         | 345,4 cc                    |
| Carburateur(s)         | 4 x Mikuni 30 mm            |
| Ontsteking             | Kröber elektronisch         |
| Smeersysteem           | Mengsmering                 |
| Max. Vermogen          | 90 pk bij 14.000 tpm        |
| Primaire aandrijving   | Tandwielen                  |
| Koppeling              | Meervoudige droge plaat     |
| Versnellingen          | 6                           |
| Secundaire aandrijving | Ketting                     |
| Rijwielgedeelte        | Dubbel wiegframe            |
| Voorvork               | Ceriani-telescoopvork       |
| Achtervork             | Monovering                  |
| Remmen                 | Schijfremmen                |
| Droog gewicht          | 125 kg                      |